# Aeroportul South Wood County
Aeroportul South Wood County (IATA: ISW, ICAO: KISW, FAA LID: ISW) este un aeroport din Wisconsin, Statele Unite ale Americii. Aeroportul a fost tranzitat în 2019 de 18 pasageri.
Situat la o altitudine de 311 m, aeroportul dispune de 3 piste.

## Infrastructură

### Piste
Aeroportul dispune de 3 piste: 
- pista 2/20 din asfalt, cu dimensiunile 5.500 picioare × 100 picioare
- pista 12/30 din asfalt, cu dimensiunile 3.640 picioare × 50 picioare
- pista 18/36 din Iarbă, cu dimensiunile 2.100 picioare × 50 picioare